# Deltoptila aurulentocaudata
Deltoptila aurulentocaudata är en biart som först beskrevs av Dours 1869.  Deltoptila aurulentocaudata ingår i släktet Deltoptila och familjen långtungebin. Inga underarter finns listade i Catalogue of Life.